# André Jacquelin
André Jacquelin, també conegut per l'àlies de "Josserand", nascut i mort en dates desconegudes, va ser un maquisard al massís del Jura, periodista i escriptor francès, fundador al març de 1943 del periòdic clandestí Bir-Hakeim.
Va ser corresponsal del periòdic L'Indépendant, a Perpinyà, i el 1939 es mostrava a favor de la Segona República Espanyola des de la seva obra Espagne et liberté : le second Munich.
Jacquelin va ser un dels primers periodistes a desafiar des dels seus escrits al govern de Vichy davant les peticions llançades des de Londres pel general de Gaulle al juny 1940. Com a conseqüència va ser empresonat encara que posat en llibertat abans de la invasió de la zona "lliure" per les tropes alemanyes, violant les clàusules de l'armistici, l'11 de novembre de 1942.
Es va unir al maqui francès d'Ain. Amb una identitat falsa i amagant-se a la zona de la comuna francesa d'Échallon, va fundar el Bir-Hakeim i escrivia també els seus articles, que eren impresos clandestinament.

L'11 de novembre de 1943 va realitzar una sèrie de fotos i articles sobre la desfilada dels maquis a Oyonnax en el seu 25 aniversari, commemorant l'armistici de 1918. Amb això va ajudar a promoure aquesta acció emblemàtica dels guerrillers de l'Ain, però alhora va desencadenar la ira de les autoritats de Vichy: Jacquelin va aconseguir escapar de la Gestapo, que hi van titllar el seu periòdic com:
| « | le journal clandestin est trop bien fait, imprimé sur un trop beau papier, illustré de surcroît de nombreux clichés des opérations militaires ennemies, pour être fait en France | » |

## Obra
- Tuez-vous !, 1935.
- Espagne et liberté : le second Munich, 1939.
- Toute la vérité sur le journal clandestin gaulliste "Bir Hakeim", 1945.
- Vingt-cinq ans après : la juste colère du Val d'enfer, 1968.
- Lettres de mon maquis, 1975.